# Şeqlawe

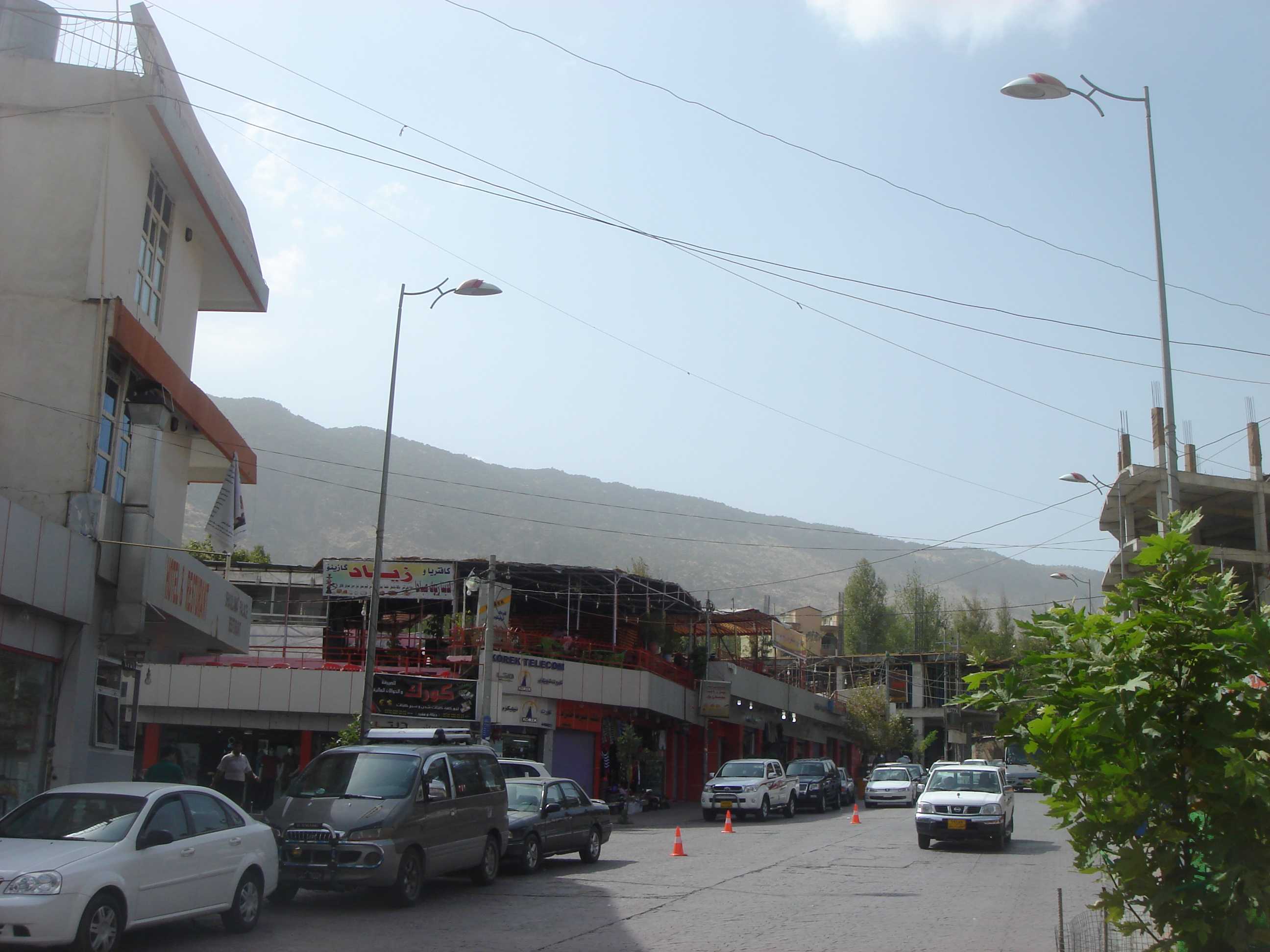
Shaqlawa

Shaqlawa (Syriska ܫܩܠܒܕ, arabiska شقلاوة ) är en stad i provinsen Arbil i Irak. Staden är belägen cirka 50 kilometer nordöst om Arbil.